# Lao động trẻ em trong ngành công nghiệp kim cương

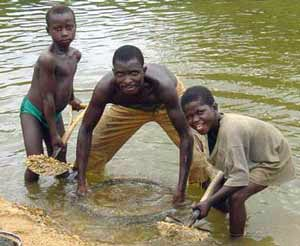
Trẻ em khai thác kim cương ở Sierra Leone.

Lao động trẻ em trong ngành công nghiệp kim cương là một vấn đề đã được báo cáo và bị chỉ trích khắp nơi trong ngành công nghiệp kim cương về việc sử dụng và bóc lột lao động trẻ em ở các mỏ kim cương và quy trình mài bóng trong điều kiện khó khăn chủ yếu diễn ra tại Ấn Độ và châu Phi. Ở những khu mỏ này, trẻ em vô tình tiếp xúc với khoáng vật, dầu và khí thải độc hại từ máy móc công nghiệp. Năm 1997, Liên hiệp các Công đoàn Tự do Quốc tế xác nhận rằng lực lượng lao động trẻ em đang vô cùng phát đạt trong ngành công nghiệp kim cương tại Tây Ấn, trong đó phần lớn nguồn kim cương của thế giới được giác cắt và mài bóng ở đây trong khi người lao động thường chỉ được trả một phần nhỏ của 1% tổng giá trị các viên kim cương thô mà họ tham gia mài cắt. Người ta đang tranh luận với nhau rằng sự tăng trưởng kinh tế của miền Tây Ấn Độ trong những năm 1980–90 có liên hệ với sự gia tăng số công nhân trẻ em vốn là những người thực hiện các thao tác chân tay đơn giản và lặp đi lặp lại mà không cần đến nhiều năm trời được huấn luyện và đào tạo hoặc trải nghiệm trong những điều kiện làm việc bấp bênh và được trả lương thấp vốn có liên quan đến công việc nặng nhọc và bị khước từ lựa chọn được đến trường đối với hầu hết những đứa trẻ này.